# Pan Samochodzik i niesamowity dwór
Pan Samochodzik i niesamowity dwór – polski film fabularny dla młodzieży z 1986 roku, zrealizowany na podstawie powieści Zbigniewa Nienackiego Niesamowity dwór.

## Fabuła
Do opuszczonego dworku przyjeżdża trójka muzealników - Tomasz, panna Wierzchoń i Bigos. Mają sporządzić wykaz znajdujących się we dworze przedmiotów i przygotować obiekt do pełnienia funkcji muzeum. Śledzi ich dawny dozorca. Tomasz zostaje uwięziony w lochach przez Baturę, który chce wywieźć za granicę znajdujące się tam skarby.

## Obsada
| Role            | Aktor               |
| --------------- | ------------------- |
| Tomasz          | Piotr Krukowski     |
| Panna Wierzchoń | Sławomira Łozińska  |
| Bigos           | Wiesław Wójcik      |
| Mery            | Anna Majcher        |
| Batura          | Włodzimierz Adamski |
| Janiak          | Ludwik Benoit       |
| Marczak         | Franciszek Trzeciak |

W epizodycznej roli występiła również Natalia Kukulska.